# Trattato di Parigi (ottobre 1801)
Il trattato di Parigi fu un trattato firmato l’8 ottobre 1801, ossia il 16 vendemmiale X, dalla Repubblica Francese del Primo Console Napoleone e dallo Zar di tutte le Russie Alessandro I di Russia, appena succeduto al padre Paolo I vittima di omicidio in una congiura di palazzo.
Il trattato si distinse da tutti gli altri di questo periodo in quanto il ritorno alla pace non sancì una vittoria francese ma bensì un semplice pareggio. Lo zar Paolo si era già di fatto ritirato dalla guerra da due anni, quando aveva capito il doppio gioco dei suoi alleati austriaci che da una parte invocavano il legittimismo sui propri domini, ma dall’altra si erano manifestati intenzionati a trattenere i territori altrui di cui erano entrati in possesso. Dal canto suo Napoleone concentrava le sue attenzioni al consolidamento del suo potere interno appena conquistato, e in politica estera intendeva seguire una linea più prudente che semplicemente confermasse il trattato di Campoformio senza lanciarsi per ora in nuove avventure.
Al trattato se ne collegò uno del tutto analogo, firmato 4 giorni prima e elaborato insieme a questo, fra la Russia e la Spagna alleata dei francesi.